# Калашников, Василий Андреевич
Васи́лий Андре́евич Кала́шников (19 апреля 1855 или 19 апреля [1 мая] 1855, Карсунский уезд, Симбирская губерния — 26 апреля 1935, Смоленск) — российский и советский педагог и общественный деятель, домашний учитель детей Ильи Ульянова, первый учитель Владимира Ульянова-Ленина.

## Биография
Родился 7 (19) апреля 1855 года на территории Горинской волости Карсунского уезда Симбирской губернии (ныне — Карсунский район Ульяновской области). По другим данным Василий Калашников родился в селе Длинная Ива Карсунского уезда Симбирской губернии.

Сам Калашников в 1926 году писал: 

Я родился 20 апреля 1855 года, в Симбирске, в семье бедного крестьянина, который по хромоте на одну ногу не мог вести сельского хозяйства и имел в Симбирске небольшое калачное заведение, обслуживаемое им самим, женой и подрастающими детьми.— «Домашний учитель Ильича»
В 1869 году окончил церковно-приходскую школу, поступил на открывшиеся в том же году при Симбирском уездном училище курсы по подготовке сельских учителей, которые закончил в 1871 году, и работал учителем в Симбирской чувашской школе (первый официально назначенный учитель Симбирской чувашской учительской школы). Выбор Василия Калашникова на должность учителя открывающейся школы объяснялся в том числе и тем, что он знал чувашский язык:267.
До создания чувашской учительской школы В. А. Калашников во время летних каникул 1871 года вместе с учеником Ивана Яковлева Иваном Исаевым в сопровождении И. Н. Ульянова ездил в Казань для ознакомления с опытом работы крещенотатарской школы, основанной Н. И. Ильминским.

В. А. Калашников позже писал: 

Будучи ещё на первом курсе педагогической подготовки, я случайно познакомился с общежитием чуваш, обучавшихся в уездном училище на педагогических курсах. Идея культурного просвещения этих тогда весьма тёмных инородцев пришлась мне по душе, и целый год добровольно, без всякого вознаграждения, ежедневно ходил к ним, помогая подготовиться к урокам, и обучая их пению. Их было человек пять-шесть, собранных их сородичем И. Я. Яковлевым, тогда студентом Казанского университета. — Научный архив ЧГИГН:266
Работу в школе он совмещал с работой домашним учителем в семье директора народных училищ Симбирской губернии Ильи Николаевича Ульянова:276, 347, готовил к поступлению в гимназию старших детей Ильи Николаевича — Аню и Сашу.
Участник ряда учительских съездов, проводимых И. Н. Ульяновым.
Осенью 1874 года стараниями И. Н. Ульянова было открыто Усольское народное училище, первым учителем был назначен Василий Калашников, который проработал в Усолье всего два года — в 1876 году по состоянию здоровья он был вынужден вернуться в Симбирск. Преподавал в Симбирском уездном училище, 3-м мужском училище Симбирска.
Зимой 1877—1878 года обучал сына И. Н. Ульянова — Владимира, став его первым учителем. Через два месяца Василия Калашникова заменил Иван Николаевич Николаев — учитель 1-го мужского приходского училища.

Ульяновы жили в центре города, а я у Волги, почти у пристани, ходить для меня было слишком далеко и трудно подниматься ко крутому Венцу, который возвышался над Волгой. Кроме того, Илья Николаевич, желая удовлетворить просьбу своего домашнего доктора — дать опытного учителя его сыну, предложил мне урок у доктора, который имел своих лошадей, а Володя стал заниматься у того учителя, у которого начал учиться и я, у Ивана Николаевича Николаева.— «Домашний учитель Ильича»
Зимой 1878—1879 года Вера Павловна Прушакевич, учительница 1-го женского приходского училища, завершила подготовку Владимира Ульянова к гимназии. В августе 1879 года В. Ульянов успешно сдал вступительные экзамены и был принят в первый класс Симбирской мужской классической гимназии.

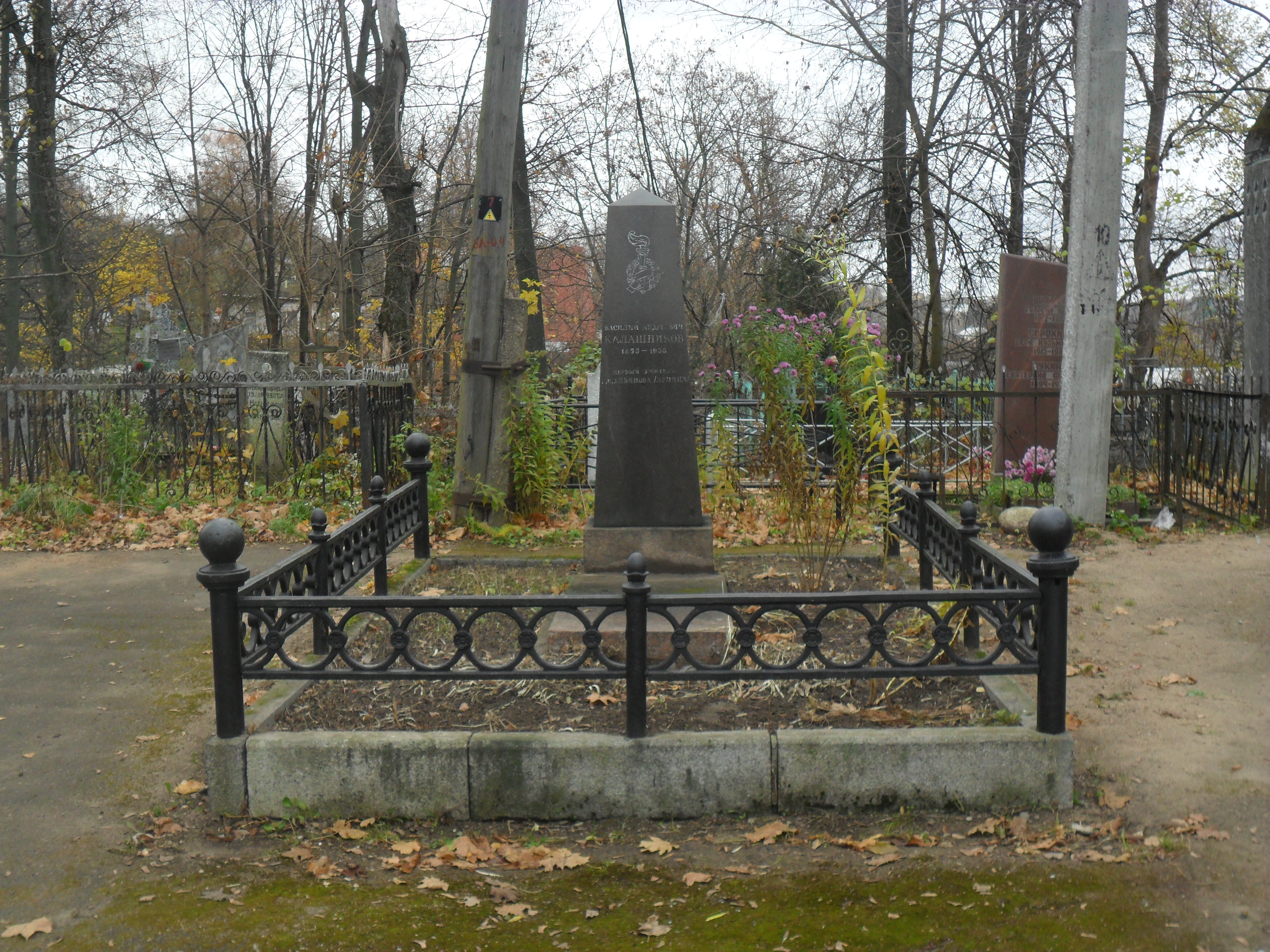
Могила Калашникова на Тихвинском кладбище Смоленска

В 1880 году Василий Калашников экстерном сдал экзамены за полный курс классической гимназии, переехал в Санкт-Петербург, где поступил на военную службу. Окончил 2-е Константиновское военное училище, и до 1907 года служил в царской армии.
Служил в 7-м стрелковом полку. С февраля 1896 года по октябрь 1897 года — член распорядительного комитета офицерского собрания, с октября 1900 года по апрель 1901 года и в 1904 году — член полкового суда. С апреля 1901 года по октябрь 1902 года — член суда общества офицеров. «Особых поручений сверх прямых обязанностей по высочайшим повелениям не имел», «Всемилостивейших рескриптов и высочайших благоволений не получал». В отставку вышел в чине капитана.
После выхода в отставку в марте 1907 года Калашников поселился в Смоленске. После Октябрьской революции и установления Советской власти на Смоленщине он продолжал преподавать, одновременно занимался общественной деятельностью. Работал заведующим школой для неграмотных и малограмотных.
Избирался членом Смоленского губернского совета общества «Долой неграмотность», Центрального совета этого же общества, членом президиума I Всесоюзного съезда общества «Долой неграмотность» (1922) и депутатом Смоленского городского совета депутатов трудящихся.
Скончался 26 апреля 1935 года, похоронен на Тихвинском кладбище Смоленска. Могила является памятником истории регионального значения.